# Drobnoporek kwiatokształtny

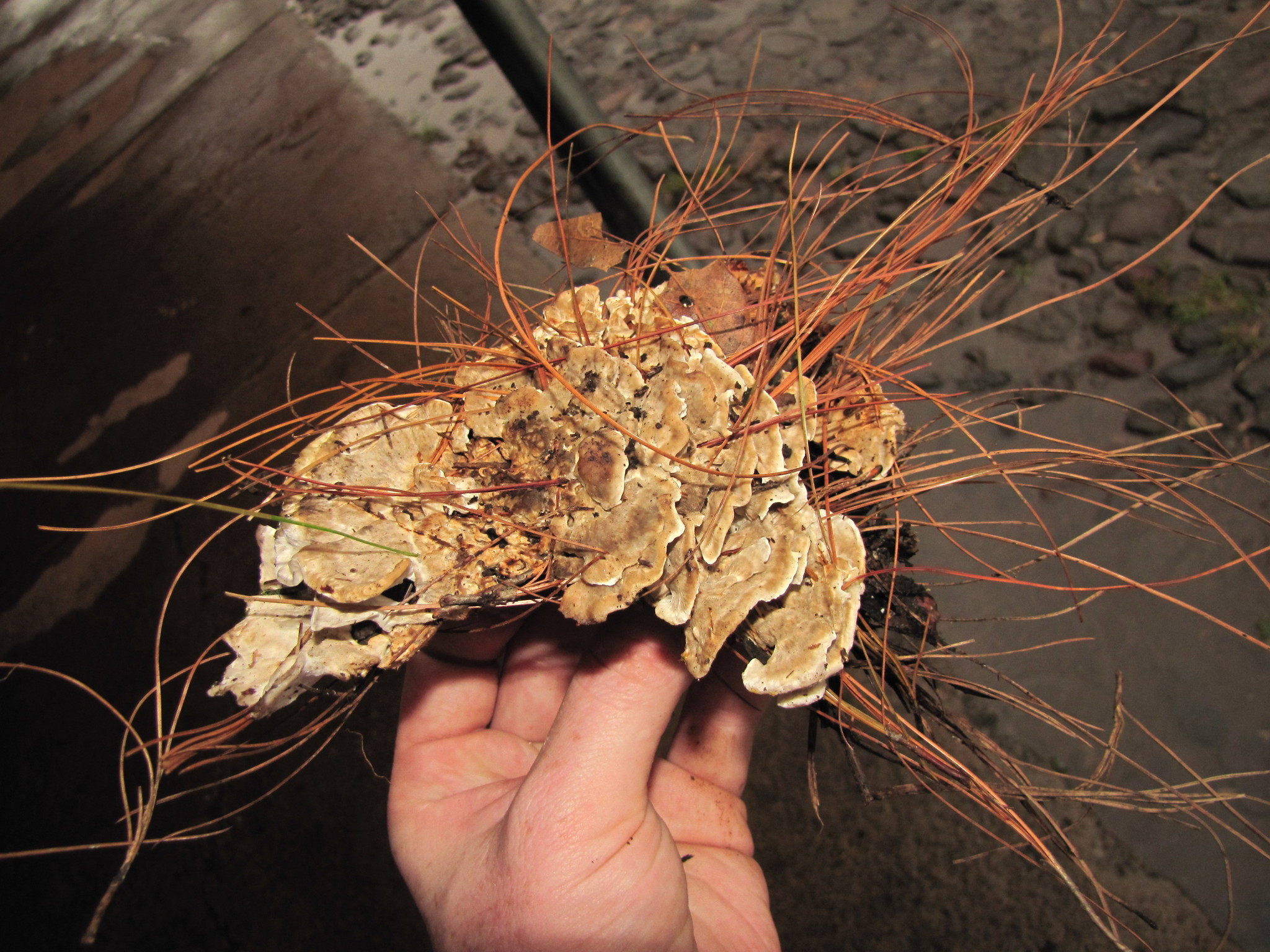
Górna część owocników

Drobnoporek kwiatokształtny (Spongiporus floriformis (Quél.) Zmitr.) – gatunek grzybów z rodziny Dacryobolaceae.

## Systematyka i nazewnictwo
Pozycja w klasyfikacji: Spongiporus, Dacryobolaceae, Polyporales, Incertae sedis, Agaricomycetes, Agaricomycotina, Basidiomycota, Fungi.
Po raz pierwszy opisał go w 1884 r. Lucien Quélet, nadając mu nazwę Polyporus floriformis. Obecną, uznaną przez Index Fungorum nazwę nadał mu w 2018 r. Ivan V. Zmitrovich. Ma ponad 20 synonimów naukowych. Niektóre z nich:
- Oligoporus floriformis (Quél.) Gilb. & Ryvarden 1985
- Postia floriformis (Quél.) Jülich 1982
- Tyromyces floriformis (Quél.) Bondartsev & Singer 1941
- Tyromyces zonatulus (Lloyd) Imazeki 1955

Indeks Fungorum akceptuje nazwę Spongiporus floriformis, jednak rodzaj Spongiporus uważa za synonim rodzaju Postia. Stanisław Domański w 1967 r. podał polską nazwę białak kwiatokształtny, Władysław Wojewoda w 2003 r. zarekomendował nazwę drobnoporek kwiatokształtny.

## Morfologia
Owocnik
Grzyb poliporoidalny, jednoroczna huba o bazydiokarpie bokiem przyrośniętym do podłoża. Zwykle jest beztrzonowy, ale czasami tworzy krótkie trzony. Owocniki często zrastają się w zwarte, zrośnięte bocznie lub w rozetę kępy. Pojedyncze owocniki mają średnicę do 5 cm, grubość 0,1–0,5 cm, kształt płatowaty, muszlowaty, łopatkowaty, są płaskie lub lekko wypukłe. Powierzchnia naga, bezstrefowa, nieco szorstka, w stanie świeżym biała, po wyschnięciu słomkowożółta. Brzeg bardzo cienki, prosty, podgięty lub lekko klapowany, szybko żółknący.
Pory początkowo okrągławe, potem podłużno-kanciaste, 6-8 na mm, początkowo z grubymi i całymi plamami, z wiekiem poszarpane i strzępiaste. Warstwy rurek w stanie suchym bardzo kruche, początkowo białe, z wiekiem kremowe do żółtawych, o długości do 3 mm. Kontekst zwarty, suchy kruchy, bezstrefowy, w stanie świeżym biały, po wyschnięciu o barwie kości słoniowej, o grubości do 3 mm. Zapach słaby, przyjemny, czasem żywiczny, smak bardzo gorzki, nawet po wyschnięciu.
Wysyp zarodników
Białawy.
Cechy mikroskopowe
System strzępkowy monomityczny, strzępki w kontekście splątane, cienkościenne do pogrubionych, równoległe, czasem rozgałęzione, szkliste, o średnicy 2,5–6 µm, strzępki tramy podobne, o średnicy do 3 µm. Podstawki maczugowate, zwężające się ku podstawie, 4-sterygmowe ze sprzążkami u podstawy, 15–18 × 4–6 µm. Bazydiospory podłużne do krótko cylindrycznych, często lekko zakrzywione, gładkie, szkliste, w odczynniku Melzera nieamyloidalne, 3,5–4,5 × 2–2,5 µm. Cystyd brak.
Gatunki podobne
Drobnoporek kwiatokształtny charakteryzuje się płatkowym kształtem, białym zabarwieniem, bardzo gorzkim smakiem oraz tworzeniem zbitych kęp i rozet owocników. Drobnoporek niekształtny (S. balsameus) jest bardziej pospolity, różni się kapeluszem z szarawymi paskami, w stanie dojrzałym ochrowym do bladobrązowego, łagodnym smakiem i obecnością cystyd. Podobna jest też jamkóweczka półrozpostarta (Antrodiella semisupina), ale odróżnia się dimitycznym systemem strzępek, łagodnym smakiem i nieco mniejszymi zarodnikami.

## Występowanie i siedlisko
Występuje na wszystkich kontynentach poza Antarktydą. W Polsce W. Wojewoda w 2003 r. przytoczył 6 stanowisk, bardziej aktualne stanowiska podaje internetowy atlas grzybów. Znajduje się w nim na liście gatunków zagrożonych i wartych objęcia ochroną.
Nadrzewny saprotrof rozwijający się na martwym drewnie drzew iglastych i liściastych.